# Brigitte Hamann
Brigitte Hamann (Essen, 26 luglio 1940 – Vienna, 4 ottobre 2016) è stata una scrittrice, storica e biografa tedesca naturalizzata austriaca.

## Biografia
Nata Brigitte Deitert, studiò storia a Münster e a Vienna e inizialmente lavorò come giornalista a Essen. Nel 1965 sposò lo storico Guenter Hamann; lavorò, come assistente del marito, all'Università di Vienna, per poi laurearsi, nel 1978, con una tesi dedicata alla figura del principe ereditario Rodolfo, figlio di Elisabetta di Baviera. La sua tesi fu pubblicata, lo stesso anno, come libro (Rodolfo, principe ereditario e ribelle), ottenendo un grande successo editoriale.
Hitlers Wien, Lehrjahre eines Diktators (trad. italiana Hitler: gli anni dell'apprendistato) è uno studio sul periodo meno noto della vita del futuro dittatore nazista, quello passato nella capitale viennese dal 1908 al 1913. L'autrice sottolinea il contrasto fra la Vienna di Freud, Mahler e Klimt, all'avanguardia nei vari campi del sapere e della cultura, e quella contemporanea degli ambienti antisemiti e razzisti frequentati dal giovane Hitler.
Nel 2002 il suo libro su Wagner ottenne, dalla rivista storica Damals, il riconoscimento come Historical Book of the Year, mentre il settimanale Opernwelt lo classificò come Book of the Year.
Uno dei suoi ultimi lavori, Winifred Wagner: A Life at the Heart of Hitler's Bayreuth, è stato pubblicato nel 2005; si tratta di una biografia di Winifred Wagner, la donna britannica che sposò il figlio del compositore, Siegfried, e che fu amica di Hitler e sostenitrice del Partito Nazista fin dai primi anni della scalata al potere.

## Pubblicazioni
- Rudolf, Kronprinz und Rebell (trad. italiana: Rudolf. La biografia di un principe ribelle), Vienna 1978
- Elisabeth, Kaiserin wider Willen, Vienna 1981
- Bertha von Suttner. Ein Leben für den Frieden, Monaco 1986
- Hitlers Wien, Lehrjahre eines Diktators (trad. italiana: Hitler: gli anni dell'apprendistato), Monaco 1996
- Winifred Wagner oder Hitlers Bayreuth, Monaco 2002
- Der erste Weltkrieg. Wahrheit und Lüge in Bildern und Texten, Monaco 2004
- Die Familie Wagner, Reinbek bei, Hamburg 2005
- Kronprinz Rudolf. Ein Leben, Vienna 2005
- Mozart. Sein Leben und seine Zeit, Vienna 2006

## Premi e riconoscimenti
- Heinrich-Drimmel-Preis (1978)
- Premio Comisso (1982)
- Donauland-Sachbuchpreis (1986)
- Wildgans-Preis (1995)
- Kreisky-Preis (1998)
- Friedrich-Schiedel-Literaturpreis (1998)
- "Buch des Jahres 2002" per Winifred Wagner oder Hitlers Bayreuth, dalla rivista Opernwelt
- "Historisches Buch des Jahres 2002" per lo stesso libro, dalla rivista damals
- Premio dell'associazione del giornalismo Concordia (2002)